# 塞貢多 (科羅拉多州)
塞貢多（英語：Segundo）是位於美國科羅拉多州拉斯阿尼馬斯縣的一個人口普查指定地區。

## 地理
塞貢多的座標為37°07′31″N 104°45′20″W / 37.12528°N 104.75556°W，而該地最高點為海拔高度2018米（即6621英尺）。

## 人口
根據2010年美國人口普查的數據，塞貢多的面積為1.79平方千米，當中陸地面積為1.79平方千米，而水域面積為0.000平方千米。當地共有人口94人，而人口密度為每平方千米52人。